# Oneirodes alius
Oneirodes alius es una especie de pez del género Oneirodes, familia Oneirodidae, orden Lophiiformes. Fue descrita científicamente por Seigel & Pietsch en 1978.
Especie inofensiva para el ser humano. Puede alcanzar los 1200 metros de profundidad.

## Descripción
Su longitud estándar es de 3,8 centímetros.

## Distribución
Se distribuye por el Indo-Pacífico.